# Uulu
Koordinaten: 58° 17′ N, 24° 35′ O
Uulu (deutsch Uhla) ist ein Dorf (estnisch küla) in der estnischen Landgemeinde Häädemeeste (bis 2017: Landgemeinde Tahkuranna) im Kreis Pärnu. Es hat 545 Einwohner (Stand 2000).

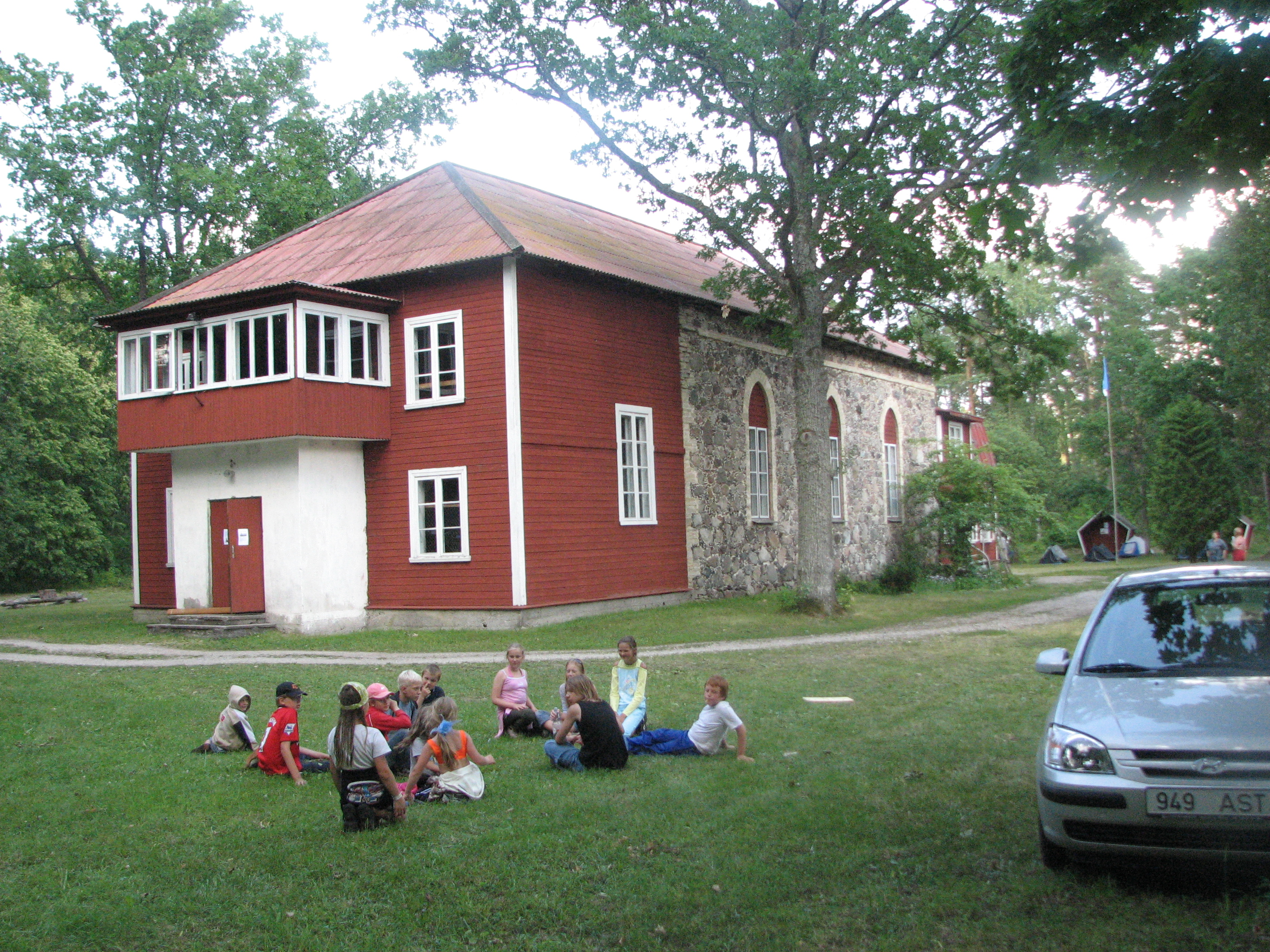
Kirche von Uulu

Neben der landschaftlich reizvollen Lage an der Ostsee ist Uulu besonders für seine Kirche bekannt geworden. Der Bau wurde 1880 durch den deutschbaltischen Gardekapitän Gotthard Reinhold Baron Stael von Holstein maßgeblich gefördert. Stael von Holstein, der von 1848 bis zu seinem Tod 1892 in Uulu lebte, hatte als Kammerherr am zaristischen Hof in Sankt Petersburg einen gewissen Einfluss im russischen Reich. Die Kirche wurde im Jahr 2007 umfassend renoviert.
Das schlossähnliche Gutshaus des ehemaligen Ritterguts von Uulu wurde 1917 zerstört. Erhalten ist hingegen die eindrückliche, rund 300 Meter lange Mole von Uulu (Uulu Mool), welche Stael von Holstein aus Natursteinen etwa zwei Kilometer nördlich von Uulu in der Ostsee errichten ließ. Im Krimkrieg war der an dieser Stelle liegende Hafen zerstört worden. Am 29. Juli 1880 wurde an der Moole eine Delegation der Zarenfamilie Romanow empfangen und im Jahr darauf ein Rosengarten mit Gedenkstein zur Erinnerung an dieses Ereignis errichtet, welcher wie das Gutshaus 1917 zerstört wurde. Heute ist an dieser Stelle wiederum ein Rosengarten angelegt mit einem neuen Gedenkstein (Ajalooline Roosiaia puhkepark).
Ein Park am Fluss Uulu (Uulu jõgi), der über einen Kanal direkt in die Ostsee mündet, lädt zu Spaziergängen ein. Dort fand 1867 das erste estnische Sängerfest für das Kirchspiel Pärnu statt, eines der ersten überhaupt in Estland und Livland.
Eine über hundert Jahre alte Eichenallee führt an teilweise acht Meter hohen Dünen vorbei nach Häädemeeste. In der Nähe befinden sich auch die letzten Ruhestätten der örtlichen deutschbaltischen Adligen.